# 塔季扬娜·舍夫佐娃
塔季扬娜·维克托罗芙娜·舍夫佐娃（俄语：Татьяна Викторовна Шевцова，1969年7月22日—），俄罗斯政治人物，生于卡卢加州科澤利斯克，2010年至2024年担任俄罗斯联邦国防部副部长，国家最高一级顾问，分管财务。